# Grjótfjall (kulle)
Grjótfjall är en kulle i republiken Island. Den ligger i regionen Norðurland eystra, 400 km nordost om huvudstaden Reykjavík. Toppen på Grjótfjall är 231 meter över havet, eller 68 meter över den omgivande terrängen. Bredden vid basen är 2,0 km.
Trakten runt Grjótfjall är nära nog obefolkad, med mindre än två invånare per kvadratkilometer. Närmaste större samhälle är Raufarhöfn, 18,4 km norr om Grjótfjall. Trakten runt Grjótfjall består i huvudsak av gräsmarker.